# Список епізодів «Футурами»
При виробництві передбачалися чотири сезони, але при показі на FOX епізоди йшли в іншому порядку, внаслідок чого вийшло п'ять сезонів. При цьому на DVD серії звичайно йдуть у початковому порядку. У даному списку серії розташовано в тім порядку і згруповано в сезони саме так, як у DVD-виданні.

## Сезон 1: 1999
| № загальний | № серії | Назва                                                            | Сценарій                 | Режисер(и)                   | Дата прем'єри     | Код    | Код серії (ТБ) |
| ----------- | ------- | ---------------------------------------------------------------- | ------------------------ | ---------------------------- | ----------------- | ------ | -------------- |
| 1           | 1       | «Space Pilot 3000» «Космічний пілот 3000»                        | Девід Коен, Мет Ґрейнінґ | Річ Мур, Грегг Ванзо         | 28 березня 1999   | 1ACV01 | S01E01         |
| 2           | 2       | «The Series Has Landed» «Серіал приземлився»                     | Кен Кілер                | Пітер Аванзіно               | 4 квітня 1999     | 1ACV02 | S01E02         |
| 3           | 3       | «I, Roommate» «Я, співмешканець»                                 | Ерік Горстед             | Брет Гааланд                 | 6 квітня 1999     | 1ACV03 | S01E03         |
| 4           | 4       | «Love's Labours Lost in Space» «Марні зусилля кохання у космосі» | Браян Келлі              | Браян Шеслі                  | 13 квітня 1999    | 1ACV04 | S01E04         |
| 5           | 5       | «Fear of a Bot Planet» «Страх планети роботів»                   | Хезер Ломбард, Еван Гор  | Пітер Аванзіно, Карлос Баеза | 20 квітня 1999    | 1ACV05 | S01E05         |
| 6           | 6       | «A Fishful of Dollars» «Рибка, повна грошви»                     | Патрік Веррон            | Рон Х’югарт, Грегг Ванзо     | 27 квітня 1999    | 1ACV06 | S01E06         |
| 7           | 7       | «My Three Suns» «Три моїх сонця»                                 | Дж. Стюарт Бернс         | Джеффрі Лінч, Кевін О'Брайен | 4 травня 1999     | 1ACV07 | S01E07         |
| 8           | 8       | «A Big Piece of Garbage» «Великий шмат сміття»                   | Льюїс Мортон             | Сюзан Діттер                 | 11 травня 1999    | 1ACV08 | S01E08         |
| 9           | 9       | «Hell Is Other Robots» «Пекло - це інші роботи»                  | Ерік Каплан              | Річ Мур                      | 18 травня 1999    | 1ACV09 | S01E09         |
| 10          | 10      | «A Flight to Remember» «Політ на згадку»                         | Ерік Горстед             | Пітер Аванзіно               | 26 вересня 1999   | 1ACV10 | S02E01         |
| 11          | 11      | «Mars University» «Марсіанський університет»                     | Дж. Стюарт Бернс         | Брет Гааланд                 | 3 жовтня 1999     | 1ACV11 | S02E02         |
| 12          | 12      | «When Aliens Attack» «Коли інопланетяни атакують»                | Кен Кілер                | Браян Шеслі                  | 7 листопада 1999  | 1ACV12 | S02E03         |
| 13          | 13      | «Fry and the Slurm Factory» «Фрай і фабрика сьорбу»              | Льюїс Мортон             | Рон Х’югарт                  | 14 листопада 1999 | 1ACV13 | S02E04         |

## Сезон 2: 1999—2000
| № загальний | № серії | Назва                                                                            | Сценарій              | Режисер(и)                          | Дата прем'єри     | Код    | Код серії (ТБ) |
| ----------- | ------- | -------------------------------------------------------------------------------- | --------------------- | ----------------------------------- | ----------------- | ------ | -------------- |
| 14          | 1       | «I Second That Emotion» «Я поділяю це почуття»                                   | Марк Ервін            | Патрік Веронн                       | 21 листопада 1999 | 2ACV01 | S02E05         |
| 15          | 2       | «Brannigan, Begin Again» «Бренніґане, почни спочатку»                            | Джеффрі Лінч          | Льюїс Мортон                        | 28 листопада 1999 | 2ACV02 | S02E06         |
| 16          | 3       | «A Head in the Polls» «Голова на виборах»                                        | Брет Гааланд          | Дж. Стюарт Бернс                    | 12 грудня 1999    | 2ACV03 | S02E07         |
| 17          | 4       | «Xmas Story» «Різдвяна історія»                                                  | Пітер Аванзіно        | Девід Коен                          | 19 грудня 1999    | 2ACV04 | S02E08         |
| 18          | 5       | «Why Must I Be a Crustacean in Love?» «Чому я мушу бути закоханим ракоподібним?» | Браян Шеслі           | Ерік Каплан                         | 6 лютого 2000     | 2ACV05 | S02E09         |
| 19          | 6       | «The Lesser of Two Evils» «Менше з двох зол»                                     | Кріс Сов              | Ерік Горстед                        | 20 лютого 2000    | 2ACV06 | S02E11         |
| 20          | 7       | «Put Your Head on My Shoulders» «Поклади мені голову на плече»                   | Кріс Лауден           | Кен Кілер                           | 14 лютого 2000    | 2ACV07 | S02E10         |
| 21          | 8       | «Raging Bender» «Розлючений Бендер»                                              | Рон Х’югарт           | Льюїс Мортон                        | 27 лютого 2000    | 2ACV08 | S02E12         |
| 22          | 9       | «A Bicyclops Built for Two» «Біцикло́п, зроблений для двох»                       | Сюзан Діттер          | Ерік Каплан                         | 19 березня 2000   | 2ACV09 | S02E13         |
| 23          | 10      | «A Clone of My Own» «Мій власний клон»                                           | Річ Мур               | Патрік Веррон                       | 9 квітня 2000     | 2ACV10 | S02E15         |
| 24          | 11      | «How Hermes Requisitioned His Groove Back» «Як Гермес реквізував свою наснагу»   | Марк Ервін            | Білл Оденкерк                       | 2 квітня 2000     | 2ACV11 | S02E14         |
| 25          | 12      | «The Deep South» «Глибокий Південь»                                              | Брет Гааланд          | Дж. Стюарт Бернс                    | 16 квітня 2000    | 2ACV12 | S02E16         |
| 26          | 13      | «Bender Gets Made» «Бендер «в законі»»                                           | Пітер Аванзіно        | Ерік Горстед                        | 30 квітня 2000    | 2ACV13 | S02E17         |
| 27          | 14      | «Mother's Day» «День Матері»                                                     | Браян Шеслі           | Льюїс Мортон                        | 14 травня 2000    | 2ACV14 | S02E19         |
| 28          | 15      | «The Problem with Popplers» «Проблема з по́плерсами»                              | Кріс Сов, Грегг Ванзо | Дарін Генрі, Патрік Веррон          | 7 травня 2000     | 2ACV15 | S02E18         |
| 29          | 16      | «Anthology of Interest I» «Антологія інтересів. Частина І»                       | Кріс Лауден, Річ Мур  | Ерік Роджерс, Кен Кілер, Девід Коен | 21 травня 2000    | 2ACV16 | S02E20         |
| 30          | 17      | «War Is the H-Word» «Війна це слово на букву «х»»                                | Рон Х’югарт           | Ерік Горстед                        | 26 листопада 2000 | 2ACV17 | S03E02         |
| 31          | 18      | «The Honking» «Клаксон»                                                          | Сюзан Діттер          | Кен Кілер                           | 5 листопада 2000  | 2ACV18 | S03E01         |
| 32          | 19      | «The Cryonic Woman» «Кріогенна жінка»                                            | Марк Ервін            | Дж. Стюарт Бернс                    | 3 грудня 2000     | 2ACV19 | S03E03         |

## Сезон 3: 2001—2002
- Amazon Women in the Mood
- Parasites Lost
- A Tale of Two Santas
- The Luck of the Fryrish
- The Birdbot of Ice-Catraz
- Bendless Love
- The Day the Earth Stood Stupid
- That's Lobstertainment!
- The Cyber House Rules
- Where the Buggalo Roam
- Insane in the Mainframe
- The Route of All Evil
- Bendin' in the Wind
- Time Keeps on Slippin'
- I Dated a Robot
- A Leela of Her Own
- A Pharaoh to Remember
- Anthology of Interest II
- Roswell That Ends Well
- Godfellas
- Future Stock
- The 30% Iron Chef

## Сезон 4: 2002—2003
- Kif Gets Knocked Up a Notch
- Love and Rocket
- Leela's Homeworld
- Less Than Hero
- A Taste of Freedom
- Bender Should Not Be Allowed on TV
- Jurassic Bark
- Crimes of the Hot
- Teenage Mutant Leela's Hurdles
- The Why of Fry
- Where No Fan Has Gone Before
- The Sting
- Bend Her
- Obsoletely Fabulous
- The Farnsworth Parabox
- Three Hundred Big Boys
- Spanish Fry
- The Devil's Hands Are Idle Playthings

## Сезон 5: 2008—2009
- Велика оборудка Бендера, Частина перша
- Велика оборудка Бендера, Частина друга
- Велика оборудка Бендера, Частина третя
- Велика оборудка Бендера, Частина четверта
- Звір з мільярдом спин, Частина перша
- Звір з мільярдом спин, Частина друга
- Звір з мільярдом спин, Частина третя
- Звір з мільярдом спин, Частина четверта
- Гра Бендера, Частина перша
- Гра Бендера, Частина друга
- Гра Бендера, Частина третя
- Гра Бендера, Частина четверта
- У дику зелену далечінь, Частина перша
- У дику зелену далечінь, Частина друга
- У дику зелену далечінь, Частина третя
- У дику зелену далечінь, Частина четверта

## Сезон 6: 2010—2011
- Rebirth
- In-A-Gadda-Da-Leela
- Attack of the Killer App
- Proposition Infinity
- The Duh-Vinci Code
- Lethal Inspection
- The Late Philip J. Fry
- That Darn Katz!
- A Clockwork Origin
- The Prisioner of Benda
- Lrrreconcilable Ndndifferences
- The Mutants Are Revolting
- The Futurama Holiday Spectacular
- The Silence of the Clamps
- Möbius Dick
- Law and Oracle
- Benderama
- The Tip of the Zoidberg
- Ghost in the Machines
- Neutopia
- Yo Leela Leela
- Fry am the Egg Man
- All the Presidents' Heads
- Cold Warriors
- Overclockwise
- Reincarnation

## Сезон 7: 2012—2013
- Боти і зиготи (The Bots and the Bees)
- Прощавай, зброє (A Farewell to Arms)
- Три тисячі дванадцять (Decision 3012)
- Пакункоголовий злодій (The Thief of Baghead)
- Телепень Запп (Zapp Dingbat)
- Ефект метеликової ширки (The Butterjunk Effect)
- Цьоловік на шість мільйонів доларів (The Six Million Dollar Mon)
- Веселуха по самі вуха (Fun on a Bun)
- Полювання на свободу волі (Free Will Hunting)
- Напів-смертне бажання (Near-Death Wish)
- Віват Марс Вегас (Viva Mars Vegas)
- Лисиця 31-го століття (31st Century Fox)
- Натурама (Naturama)
- Двовимірний шлях (2-D Blacktop)
- Великий роман Фрая і Ліли (Fry and Leela's Big Fling)
- Л.: Людина (T.: The Terrestrial)
- На сорок відсотків свинцеве пузо (Forty Percent Leadbelly)
- Нелюдина-факел (The Inhuman Torch)
- Весела суботня калюжа (Saturday Morning Fun Pit)
- Калькулон 2.0 (Calculon 2.0)
- Задді повертається додому (Assie Come Home)
- Ліла і стебло гена (Leela and the Genestalk)
- Гра тонів (Game of Tones)
- Убивство у «Міжпланетному Експресі» (Murder on the Planet Express)
- Сморід і смердючість (Stench and Stenchibility)
- Тим часом (Meanwhile)

## Сезон 8: 2023
- Неможливій потік (The Impossible Stream)
- Діти малого болота (Children Of A Lesser Bog)
- Як захід був 1010001 (How The West Was 1010001)
- Повернені паразити (Parasites Regained)
- Пов'язано з елементами, які Ви переглянули (Related To Items You've Viewed)
- Я знаю, що Ви скоїли наступного Різдва (I Know What You Did Next Xmas)
- Гнів проти вакцини (Rage Against The Vaccine)
- Скасування Заппа (Zapp Gets Cancelled)
- Принц і продукт (The Prince And The Product)
- Аж до низу (All The Way Down)

## Сезон 9: 2024
- Один аміґо (The One Amigo)
- Гра у Квідс (Quids Game)
- Тимчасовий (The Temp)
- Красуня і жук (Beauty and the Bug)
- Один із них кремнієвий, а інший — золотий (One Is Silicon and the Other Gold)
- Атака одягу (Attack of the Clothes)
- Планета Еспресо (Planet Espresso)
- Перезавантаження миловидності (Cuteness Overlord)
- Бібліотека таємниць «Футурами» (The Futurama Mystery Liberry)
- Інакше (Otherwise)